# Кольоровий олівець

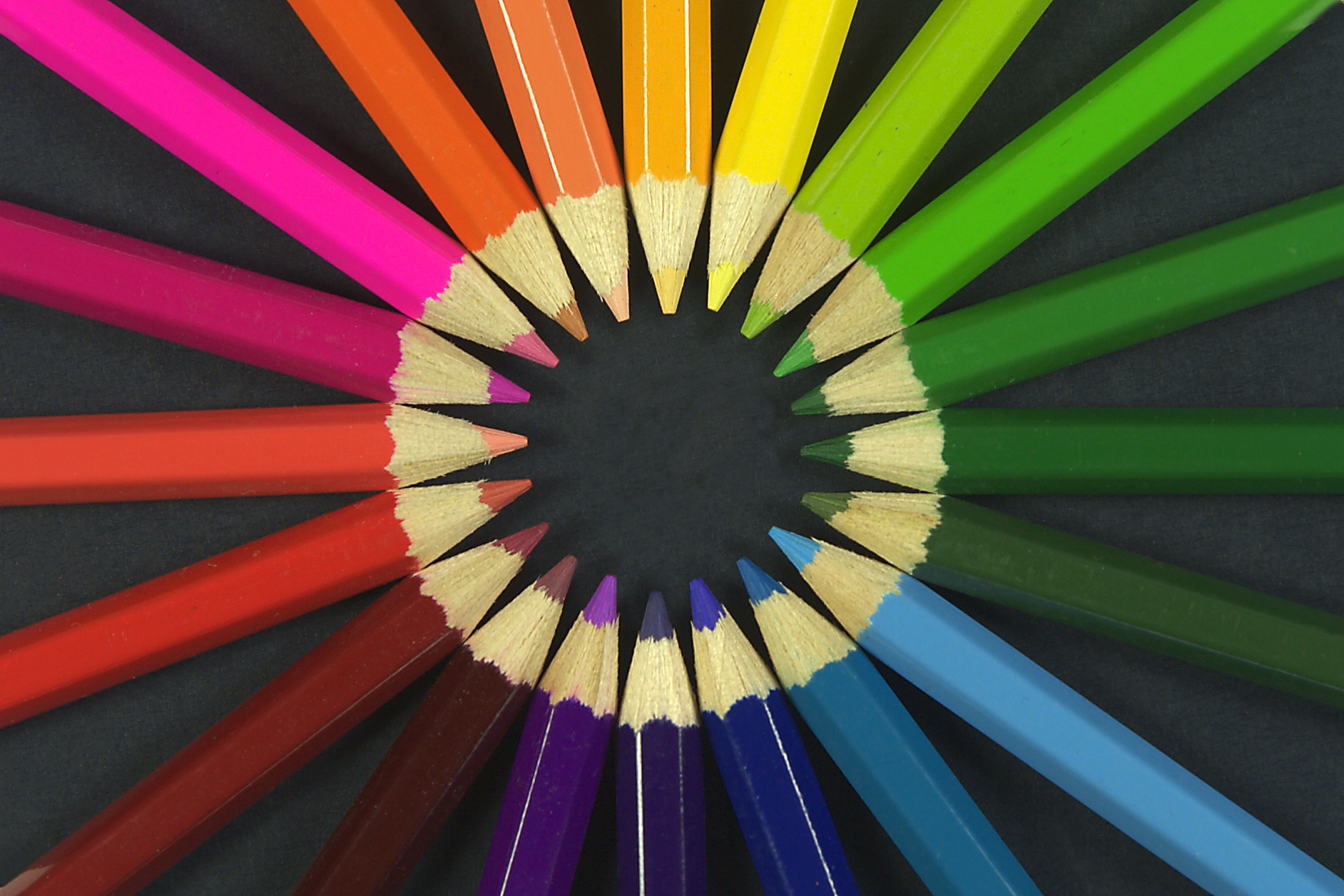
Кольорові олівці

Кольоро́вий оліве́ць — це інструмент для малювання, який являє собою вузьке пігментоване осердя, укладене в циліндричну, переважно дерев'яну оболонку. На відміну від графітного або вугільного олівця, осердя кольорового олівця має олійну або воскову основу і містить іншу пропорцію пігментів, добавок і сполучних елементів. Водорозчинні (акварельні) олівці і пастельні олівці також виробляються як кольорові стрижні для механічних олівців.

## Характеристики кольорових олівців
Кольорові олівці можуть відрізнятися якістю і зручністю використання. Концентрація пігменту в осерді, світлостійкість пігментів, довговічність і м'якість стрижня — це одні з ключових показників якості бренду і його ринкової ціни. Не існує особливої різниці якості олівців на олійній/восковій основі і водорозчинних кольорових олівців. Попри це деякі виробники оцінюють водорозчинні олівці як менш світлостійкі, ніж створені на олійній/восковій основі. Зазвичай кольорові олівці зберігаються в пеналах, щоб запобігти механічному пошкодженню.

## Історія
Історія кольорових олівців не до кінця вивчена. Використання олівців на восковій основі задокументовано і бере початок в античності та згадується римським вченим Плінієм старшим. Матеріали для малювання на восковій основі використовували художники протягом століть, завдяки їх стійкості до вигорання, а також жвавості і яскравості кольорів. Попри те, що кольорові олівці використовували для «перевірки та маркування» протягом багатьох десятиліть. Лише на початку 20-го століття їх почали виробляти в потрібній художникам якості. Виробники, які першими почали виробництво кольорових олівців для художників, це Faber-Castell в 1908 році і Caran d'Ache в 1924 році і далі Berol Prismacolor в 1938. Іншими відомими виробниками є: Blick Studio, Bruynzeel-Sakura, Cretacolor, Derwent, Holbein, Koh-i-Noor Hardtmuth, Lyra, Mitsubishi (uni-ball), Schwan-Stabilo і Staedtler.
Зростання популярності кольорових олівців як інструменту малювання стало основою створення «Colored Pencil Society of America» [CPSA]. Ця асоціація була заснована в 1990 році як некомерційна організація, присвячена художникам, старшим 18 років, які використовують кольорові олівці. CPSA не тільки просуває кольорові олівці як інструмент мистецтва, а й прагне встановити стандарти для виробників кольорових олівців. Інші країни, як Велика Британія,  США, Канада, Австралія і Мексика сформували свої організації та спільноти для художників, що використовують кольорові олівці.
Останніми роками у зв'язку з появою книг-розмальовок та щоденників-розмальовок для дорослих продажі кольорових олівців суттєво зросли. Також кольорові олівці активно використовують в арттерапії та психологічній реабілітації.